# Potamogeton polygonifolius
La brasca poligonifolia (Potamogeton polygonifolius Pourr.) è una pianta acquatica della famiglia Potamogetonaceae.

## Distribuzione e habitat
La specie è diffusa in Europa, nel Nord Africa, nelle Azzorre e in Canada (Terranova, Nuova Scozia e Saint-Pierre e Miquelon).
In Italia è reperibile in Abruzzo, Calabria, Emilia-Romagna, Friuli-Venezia Giulia, Lazio, Liguria, Molise, Sicilia, Toscana, Umbria, Veneto.
Da 0 a 1500 metri, rara.